# Stadtprivilegien
Stadtprivilegien wurden durch die hohen Adelsstände (Herzog, Fürst, Kurfürst, König, Kaiser) an die Orte in ihrem Machtbereich verliehen.
Auch wenn die Privilegien in Urkunden genannt sind, gibt es keine Liste über die Reihenfolge (Wichtigkeit) einer möglichen Vergabe, sondern zu verschiedenen Zeiten hatten die Städte verschiedene Rechte zugesprochen bekommen. Diese Privilegien waren zumeist befristet und mussten anfangs von den Erben bestätigt werden. Schließlich bedeutete es einerseits einen Machtverlust durch den Führer, andererseits stärkte er die Wirtschaftskraft des Ortes und somit sein eigenes Portemonnaie. Jede Stadt wollte möglichst unbegrenzt, möglichst viele Privilegien. Das alles führte dazu, dass es zu einem ständigen Ringen zwischen Herrschern und Untergebenen kam.
Die Städte erhielten Privilegien verschiedener Art, zumeist war es jedoch wirtschaftlicher, oder juristischer Art. Man könnte das sogenannte Magdeburger Recht angeben, dazu das Meilen-, das gerichtliche, das peinliche und auch das bergmännische Recht. Im Detail gab es beispielsweise das Recht Märkte abzuhalten und den Einbehalt von Zöllen und das Eintreiben von eigenen Steuern, das Ansiedeln von Handwerkern, Bier zu brauen, Erz abzubauen und zu verkaufen, Stadtmauern zu errichten, Recht zu sprechen, aber auch das Siegeln mit rotem Wachs (Rotsiegelprivileg) konnte dazu gehören.
Es ist festzustellen, dass die Städte vom Mittelalter ausgehend immer mehr Rechte erwarben, aber ab dem 17. Jahrhundert die Adligen die Stadtprivilegien immer mehr beschnitten, bis spätestens mit Einführung von Volksherrschaften (Republik, Demokratie) die Privilegien der Städte verschwanden.